# Carmen Ionescu
Carmen Ionescu (Bucarest, Rumania, 22 de noviembre de 1985) es una gimnasta artística rumana, campeona del mundo en 2001 en el concurso por equipos.

## Carrera deportiva
En el Mundial celebrado en Gante (Bélgica) en 2001 consigue la medalla de oro en el concurso por equipos, por delante de Rusia (plata) y Estados Unidos (bronce), siendo sus compañeras de equipo: Andreea Raducan, Andreea Ulmeanu, Silvia Stroescu, Sabina Cojocar y Loredana Boboc.